# Corsia cordata
Corsia cordata ist eine blattgrünlose Pflanzenart aus der Familie der Corsiaceae. Sie wurde 1913 von Friedrich Richard Rudolf Schlechter erstbeschrieben.

## Merkmale
Wie alle Arten der Gattung hat auch Corsia cordata die Photosynthese aufgegeben und bildet dementsprechend kein Chlorophyll mehr. Stattdessen lebt sie myko-heterotroph von einem Mykorrhizapilz.
Corsia cordata ist eine unverzweigt und aufrecht wachsende, krautige Pflanze. Aus dem kurzen, kriechenden Rhizom sprießt ein 12 bis 25 Zentimeter langer, unbehaarter Stängel. Dieser ist mit fünf bis sieben, lanzettlich-scheidigen und stängelumfassenden wechselständigen Blättern besetzt. 
Die aufrechten Einzelblüten sind endständig. Von den sechs Blütenblättern (je drei Tepalen in zwei Blütenblattkreisen) sind fünf linealisch, 13 bis 15 Millimeter lang und hängen herab, sie sind von gelblicher Farbe und fein papillös. Das oberste sechste, das sogenannte Labellum, steht aufrecht, ist hell weinrot mit gelblicher Zeichnung, stark vergrößert (15 Millimeter lang, 13 Millimeter breit) und spitz herzförmig. Am Ansatz ist es dreieckig verdickt und um die Verdickung mit vierzehn Papillen besetzt. Das Labellum umschließt die Blütenknospe und überdeckt nach ihrer Öffnung schützend die anderen Blütenorgane.
Die Staubfäden der sechs Staubblätter sind pfriemlich, die Staubbeutel annähernd viereckig. Der Griffel ist zylindrisch und halb so lang wie die Staubfäden.

## Verbreitungsgebiet
Corsia cordata ist im nordöstlichen Teil Neuguineas in den Wäldern des Dischore-Gebirges, oberhalb Dschischungari, in Höhenlagen von 1200 Metern auf humosen Böden beheimatet.